# 飓风贝特西
颶風贝特西 (Hurricane Betsy) 是1965年大西洋颶風季的一個热带气旋。四級颶風。